# Старая закалка
«Старая закалка» (англ. Old School) — американская комедия Тодда Филлипса. Релиз в мире состоялся 13 февраля, а в России 25 мая 2003 года.

## Сюжет
Митч бросил свою подругу, потому что она в его отсутствие участвовала в групповушках. Он нашёл новый дом, находящийся на территории кампуса университета. Его друг предложил закатить вечеринку, на которой Митч переспал с дочкой своего босса, которая только заканчивает школу. 

Позже, компания друзей решили основать своё братство. Декану, бывшему их однокласснику, эта затея не понравилась, и он всеми силами пытался выдворить их. Митчу и участникам братства пришлось пройти несколько испытаний, чтобы доказать права сообщества на существование.

## В ролях
| Актёр          | Роль                        |
| -------------- | --------------------------- |
| Люк Уилсон     | Митч «Крёстный Отец» Мартин |
| Уилл Феррелл   | Фрэнк «Бочка» Рикард        |
| Винс Вон       | Бернард Кэмпбелл            |
| Джереми Пивен  | Декан Гордон Притчард       |
| Эллен Помпео   | Николь                      |
| Джульетт Льюис | Хейди                       |
| Лиа Ремини     | Лара Кэмпбелл               |
| Перри Ривз     | Марисса Джонс               |
| Крэйг Килборн  | Марк                        |
| Элиша Катберт  | Дарси Голдберг              |
| Роб Кордри     | Уаррен                      |
| Наташа Лионн   | Сара                        |
| Сара Шахи      | Эрика                       |